# Endeavour-Straße
Als Endeavour-Straße [ɪnˈdɛvɐ] bezeichnet man den südlichen Teil der Torres-Straße zwischen Australien und Papua-Neuguinea, genauer die Meerenge zwischen dem Cape York und der Prince-of-Wales-Insel.
Der erste Europäer, der die Straße durchfuhr, war Luiz Vaéz de Torres, der 1606 ebenfalls als erster Europäer zu den Torres Strait Islands kam und durch die spätere Endeavour-Straße in die Arafurasee fuhr.

Ihren Namen erhielt sie 1770 nach James Cooks HMS Endeavour. Die enge Durchfahrt mit zahlreichen Riffen und starken Strömungen war lange Zeit nur unzureichend kartiert und wurde daher vielen Schiffen zum Verhängnis. William Bligh fertigte weitere Kartenskizzen, als er nach der Meuterei auf der Bounty im Beiboot nach Timor fuhr. Erst gegen Ende des 19. Jahrhunderts wurde sie von John McLean (1838–1907) exakt vermessen.
Das berühmteste Wrack, das mit der Endeavour-Straße in Verbindung gebracht wird, ist wohl das der HMS Pandora, die beim Anlaufen der Endeavour-Straße am Great Barrier Reef am 29. August 1791 auflief, sank und 35 Mann verlor, darunter auch vier der auf Tahiti gefangen genommenen Besatzungsmitglieder/Meuterer der Bounty.